# Hagiwara Yūsuke

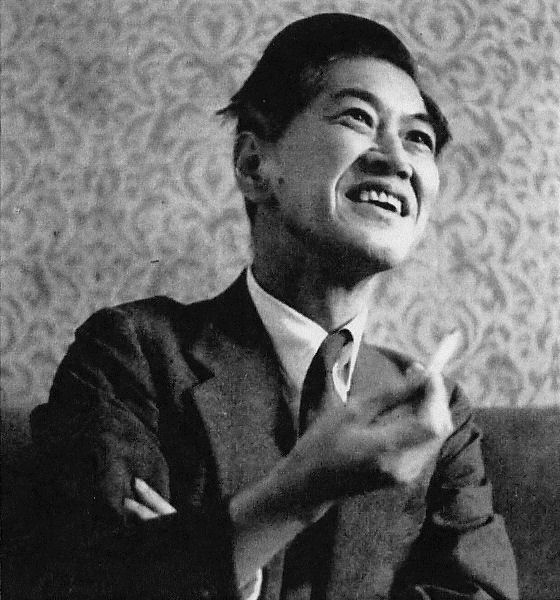
Hagiwara Yūsuke

Hagiwara Yūsuke (japanisch 萩原 雄祐; geboren 28. März 1897 in Osaka; gestorben 29. Januar 1979) war ein japanischer Astronom.

## Leben und Wirken
Hagiwara Yūsuke machte 1921 seinen Abschluss an der Universität Tōkyō. Er wirkte dort von 1935 bis 1957 als Professor. 1944 wurde er Mitglied der Akademie der Wissenschaften.
1946 übernahm er den Wiederaufbau und die Leitung des im Pazifikkrieg zerstörten „Tōkyō Astronomical Obervatory“ (東京天文台, Tōkyō temmon-dai). Nach Ende seiner Lehrtätigkeit an der Universität Tōkyō übernahm er eine Professur an der Tōhoku-Universität und wurde anschließende Präsident der Universität Utsunomiya.
Hagiware ist bekannt für seine Arbeiten zur Himmelsmechanik, insbesondere zum Verhalten von Planeten und Planetoiden. 1954 wurde Hagiwara als Person mit besonderen kulturellen Verdiensten geehrt und mit dem Kulturorden ausgezeichnet.
1976 erschien Hagiwaras Werk „Grundlagen der Himmelsmechanik“ (天体力学の基礎, Tentai rikigaku no kiso).